# Friedrich Wilken

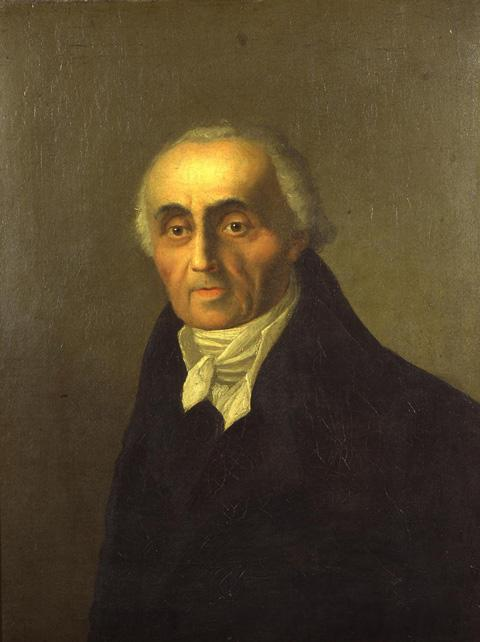
Friedrich Wilken, gemalt 1835

Friedrich Wilken (* 23. Mai 1777 in Ratzeburg; † 24. Dezember 1840 in Berlin) war ein deutscher Historiker (Orientalist), Hochschullehrer und Bibliothekar.

## Leben
Friedrich Wilken wurde als ältestes Kind von Christian Erich und Sophie Wilken in Ratzeburg geboren. Sein Vater war als Kammerdiener des hannoverschen Landdrosts Friedrich von Kielmannsegg nach Ratzeburg gekommen und hatte dort eine Anstellung als Pedell der Kanzlei erhalten. Der Landdrost wurde Friedrichs Taufpate.
Da seine Familie sehr arm war, konnte Wilken die Domschule seiner Heimatstadt nur dank eines Stipendiums als Freischüler besuchen. Ostern 1795 nahm Wilken an der Universität Göttingen das Studium der Theologie und der Geschichte auf. Er hatte das Glück, dort auf eine Reihe herausragender Hochschullehrer zu treffen, die ihn auch finanziell unterstützten. Er besuchte das philologische Seminar des Altertumswissenschaftlers Christian Gottlob Heyne, die Vorlesungen des Historikers und Staatsrechtlers August Ludwig von Schlözer und des Historikers Ludwig Timotheus Spittler, und er wurde von dem Orientalisten Johann Gottfried Eichhorn in das Studium der orientalischen Sprachen eingeführt. Die Fortsetzung seines Studiums finanzierte er durch Übernahme von Posten und Tätigkeiten im Universitätsbereich. In einem Wettbewerb um eine Preisfrage, die die Zeit der Kreuzzüge betraf, legte er 1798 die Abhandlung Commentatio de bellorum cruciatorum ex Abulfedae historia vor, die preisgekrönt wurde und die selbst den französischen Orientalisten Antoine-Isaac Silvestre de Sacy beeindruckte. Bereits in dieser Zeit reifte in ihm der Plan heran, eine umfangreiche Geschichte der Kreuzzüge nach morgenländischen und abendländischen Berichten zu schreiben, ein mutiges Vorhaben, da erst in neuerer Zeit damit begonnen worden war, sich mit Sprachen und Literatur des Orients zu befassen. 1800 übernahm er die Stellung eines theologischen Repetenten; außerdem half er in der Bibliotheksverwaltung aus, eine Tätigkeit, die ihm später zugutekommen sollte. 1803 war er persönlicher Studienbetreuer des Erbgrafen Georg zu Schaumburg-Lippe, den er während eines Studienaufenthalts in Leipzig und auf Bildungsreisen nach Süddeutschland begleitete. Im selben Jahr wurde er promoviert.
1805 war er zuerst außerordentlicher, dann ab 1807 ordentlicher Professor der Geschichte in Heidelberg, wo er bis 1817 wirkte. Von 1807 bis 1817 war er nebenher für die Heidelberger Universitätsbibliothek tätig, 1808 wurde er deren Direktor. In dieser Funktion nahm er eine Restrukturierung der Bibliothek in Angriff, deren Buchbestände durch den Tillyschen Raub stark dezimiert worden waren. Er sorgte dafür, dass die im Zuge der Säkularisation ausgegliederten Bibliotheksbestände der Klöster Gengenbach, Schwarzach, Ettenheimmünster und Allerheiligen von der Universitätsbibliothek übernommen wurden. Als Bibliotheksleiter bemühte er sich erfolgreich um die teilweise Rückgabe der von Kurfürst Maximilian von Bayern 1623 dem Papst überlassenen Bücher der Bibliotheca Palatina. Diese Bücher waren im Zuge der napoleonischen Kriege von Rom nach Paris verschleppt worden. 1816 brachte er 38 Handschriften aus Paris und 852 größtenteils deutsche Handschriften der Schlossbibliothek aus Rom nach Heidelberg zurück, darunter auch die Evangelienharmonie, ein Werk des Mönchs und althochdeutschen Dichters Otfrid von Weißenburg.
Ab 1817 war Wilken Professor für Geschichte und Orientalistik an der Berliner Friedrich-Wilhelms-Universität, wo er neben Christian Friedrich Rühs zu den ersten Historikern zählte, die Übungen bzw. Seminare als Lehrveranstaltungsform etablierten. In der Regel erlernten die Studenten hier Methoden der Quellenkritik und waren durch eigene Vorträge und Ähnliches aktiv an der Unterrichtsgestaltung beteiligt. Gleichzeitig wirkte Wilken als Oberbibliothekar der Königlichen Bibliothek, der heutigen Staatsbibliothek. 1812 wurde er zum korrespondierenden Mitglied der Preußischen Akademie der Wissenschaften gewählt, ab 1819 war er ordentliches Mitglied. Er war 1821/22 Rektor der Universität Berlin. Ab 1831 leitete er die neu gegründete Universitätsbibliothek, die nach 20 Jahren für die Universität dringend notwendig geworden war. Zuletzt war seine Schaffenskraft durch ein Nervenleiden beeinträchtigt, das mit Phasen geistiger Umnachtung einherging und das schließlich zu seinem Tod führte. Sein handschriftlicher Nachlass wurde 1892 der Berliner Staatsbibliothek übergeben. Die Académie royale des Sciences, des Lettres et des Beaux-Arts de Belgique nahm ihn 1834 als assoziiertes Mitglied auf. Seit 1837 war er korrespondierendes Mitglied der Russischen Akademie der Wissenschaften in Sankt Petersburg.
Wilken verfasste unter anderem Schriften zur arabischen und persischen Geschichte. 1805 erschien seine Grammatik und Chrestomathie der persischen Sprache. Sein wichtigstes Werk ist die siebenteilige, 4.885 Seiten und zwei Faltkarten umfassende Geschichte der Kreuzzüge nach morgen- und abendländischen Berichten (1807–1832). Unter den deutschen Historikern war Wilken der erste, der in der Geschichtsschreibung der Kreuzzüge auch auf Urkunden und Berichte in arabischer Sprache zurückgriff und der diese in seinen Werken übersetzte, interpretierte und ganz oder auszugsweise nachdrucken ließ. Wegen des reichhaltigen Quellenmaterials ist sein Werk, obwohl in der Interpretation von der modernen Geschichtswissenschaft weitgehend aufgearbeitet, bis heute ein brauchbarer Stützpfeiler in der Erforschung der Kreuzzüge geblieben. Sein Handbuch der deutschen Historie, dessen erster Teil 1810 erschienen war, blieb unvollendet. Wilken war auch ein eifriges Mitglied des preußischen Oberzensur-Kollegiums.
Friedrich Wilken starb an Heiligabend im Alter von 63 Jahren in Berlin. Beigesetzt wurde er auf dem Friedhof der Dorotheenstädtischen und Friedrichswerderschen Gemeinden an der Chausseestraße. Das Grab ist nicht erhalten.

## Familie
Friedrich Wilken war verheiratet mit der Zeichnerin Caroline geb. Tischbein (1783–1843), einer Tochter des Malers Johann Friedrich August Tischbein (1750–1812). Aus der Ehe stammten vier Kinder:
- Sophie Maria Elisabeth Julie Frederike Pinder geb. Wilken (1807–1882), verheiratet mit Moritz Pinder
- Friedrich Wilken (1811–1883), Garteninspektor in Sanssouci, Potsdam
- Sulpiz Wilken (1815–1878), Hofgärtner in Paretz
- Elisabeth von Pochhammer, geb. Wilken (1818–1899), verheiratet mit Edmund von Pochhammer, Sohn von Wilhelm von Pochhammer (Generalleutnant)

## Werke
- Commentatio de bellorum cruciatorum ex Abulfedae historia, 1798.
- Grammatik und Chrestomathie der persischen Sprache, 1805.
- Handbuch der deutschen Historie. Erste Abteilung. Mohr und Zimmermann, Heidelberg 1810, 236 Seiten, online.
- Geschichte der Bildung, Beraubung und Vernichtung der alten Heidelberger Büchersammlungen – Ein Beitrag zur Literaturgeschichte, vornehmlich des fünfzehnten und sechzehnten Jahrhunderts. Heidelberg 1817.
- Geschichte der Königlichen Bibliothek zu Berlin. Duncker & Humblot, Berlin 1828, 242 Seiten, online.
- Die drei Perioden der Königlichen Preußischen Akademie der Wissenschaften und König Friedrich II. als Geschichtsschreiber (1835)
- Geschichte der Kreuzzüge nach morgenländischen und abendländischen Berichten. 7 Teile (8 Bücher), Leipzig 1807–1832.
  - Erster Teil: Gründung des Königreichs Jerusalem. Crusius, Leipzig 1807, online, (Digitalisat)
  - Zweiter Teil: Das Königreich Jerusalem und die Kämpfe der Christen wider die Ungläubigen bis zu dem Verluste der Grafschaft Edessa und dem Kreuzzuge der Könige Konrad III. und Ludwig VII. im Jahre 1146. Vogel, Leipzig 1813, online, (Digitalisat)
  - Dritter Teil. Erste Abteilung. Drittes Buch: Der Kreuzzug der Deutschen und Franzosen unter Conrad III. und Ludwig VII. Vogel, Leipzig 1817, online, (Digitalisat)
  - Dritter Teil. Zweite Abteilung. Viertes Buch: Die Kämpfe der Christen wider Nureddin und Saladin bis zum Verluste von Jerusalem im J. 1187. Vogel, Leipzig 1819, online, (Digitalisat)
  - Vierter Teil: Der Kreuzzug des Kaisers Friedrich I. und der Könige Philipp August von Frankreich und Richard von England, online, (Digitalisat)
  - Fünfter Teil: Der Kreuzzug des Kaisers Heinrich VI. und die Eroberung Konstantinopels. Vogel, Leipzig 1929, online, (Digitalisat)
  - Sechster Teil: Geschichte der Kreuzfahrten nach dem gelobten Lande während der ersten Hälfte des dreizehnten Jahrhunderts. Vogel, Leipzig 1830, online, (Digitalisat)
  - Siebenter Teil. Erste Abteilung. Die Kreuzzüge des Königs Ludwig des Heiligen und der Verlust des heiligen Landes. Vogel, Leipzig 1832, online, (Digitalisat)
  - Siebenter Teil. Zweite Abteilung. Die Kreuzzüge des Königs Ludwig des Heiligen und der Verlust des heiligen Landes. Vogel, Leipzig 1832, 496 Seiten, online, (Digitalisat)
- Über die Verfassung, den Ursprung und die Geschichte der Afghanen. Abhandlungen der historisch-philologischen Klasse der königlich-preußischen Akademie der Wissenschaften 1818–19. Berlin 1820.
- Institutiones ad fundamenta linguae persicae cum chrestomathia maximam partem ex auctoribus ineditis collecta et glossario locupleti. Leipzig 1805.
- Geschichte der Sultane aus dem Geschlechte Bhjeh nach Mirchond. Akademie der Wissenschaften Berlin 1835, Berlin 1837.
- Andronikus Komnenus, in: Historisches Taschenbuch, 4 Bde., hg. v. Friedrich Raumer, Leipzig 1830–1833.
- (Mohammedis filii Chavendschahi vulgo Mirchondi) Historia Gasnevidarum. Persice. Ex codicibus Berolinensibus aliisque nunc primum edidit lectionis varietate instruxit Latine vertit annotationibusque historicis. Berlin 1832.
- (Mohammedis filii Chavendschahi vulgo Mirchondi) Historia Samanidarum. Persice. E codice bibliothecae Gottingensis nunc primum edidit, interpretatione Latina, annotationibus historicis et indicibus illustravit. Göttingen 1808.
- Zur Geschichte von Berlin und seinen Bewohnern bis zum Anfange des siebzehnten Jahrhunderts. In: Historisch-genealogischer Kalender auf das Gemein-Jahr 1820, Berlin 1819.
- Zur Geschichte von Berlin und seinen Bewohnern unter der Regierung des Königs Friedrich Wilhelm I. In: Historisch-genealogischer Kalender auf das Gemein-Jahr 1822, Berlin 1821.
- Zur Geschichte von Berlin und seinen Bewohnern unter der Regierung des Königs Friedrich Wilhelm I. In: Historisch-genealogischer Kalender auf das Gemein-Jahr 1823, Berlin 1822.
- Geschichte der königlichen Bibliothek zu Berlin. Leipzig 1828
- Über die Parteien der Rennbahn, vornehmlich im byzantinischen Kaisertum. In: Historisches Taschenbuch, Leipzig 1830.
- Paul Ludwig Courier. In: Historisches Taschenbuch, Leipzig 1830.
- Die drei Perioden der Königlichen Akademie der Wissenschaften, und Friedrich II. als Geschichtsschreiber. Zwei akademische Reden. Leipzig 1835.